# BitTorrent
BitTorrent je ime sodelovalnega protokola za izmenjavo datotek. Tak protokol je še posebej primeren za izmenjavo velikih datotek (večjih od 100 megabajtov). Tehnično gledano je to protokol OSI 7. nivoja oziroma uporabniškega nivoja, ki sloni na TCP/IP referenčnem modelu. Danes je že kar nekaj programov, ki uporabljajo ta protokol. Med najbolj znanimi so µTorrent, Azureus ter istoimenski BitTorrent. Potek prenosa podatkov je pri protokolu BitTorrent drugačen kot pri običajni izmenjavi datotek, kjer vsak sam zase ponuja svoje datoteke. Osnovna ideja je, da se datoteke razkosajo in nato prejemaš koščke datoteke z več strežnikov hkrati. To je smiselno, ker je večina internetnih povezav asimetričnih. Hitrost sprejemanja datotek je nekajkrat večja od hitrosti oddajanja. Zato lahko sprejemamo datoteke iz več strežnikov hkrati brez zastojev. Ta protokol se velikokrat uporablja za izmenjavo piratskih ali nelegalnih vsebin.